# 约瑟夫·里特
约瑟夫·菲尔兹·里特（Joseph Fels Ritt，1893年8月23日—1951年1月5日）是一名20世纪初期的美国数学家。他曾在哥伦比亚大学任教，是微分代数理论的创始人。令他耿耿于怀的是他在有生之年并未获得过重大奖项。

## 个人经历
里特原本就读于纽约城市大学，后转至乔治华盛顿大学并于1913年在此取得了本科文凭。1917年，里特在爱德华·卡斯勒指导下，获得了哥伦比亚大学数学博士学位。在第一次世界大战中，他参与过一些军事项目的数学计算。1921年，他开始在哥伦比亚大学执教。1942年至1945年间，他担任了数学系系主任一职。1945年，他获得过该校“Davies Professor”荣誉称号。1933年，他被选为美国科学院院士。他在数学谱系计划中有超过400名传承人，其中多数是其学生艾力斯·科尔钦的传人。

## 主要成就
里特是微分代数理论创始人，并在微分代数群的研究中作了奠基性的工作。该理论最直接的应用就是可判定一些不定积分是否能写成初等函数的形式。里特的学生艾力斯·科尔钦也在理论的后续发展中做出了不小贡献。此外，他也研究过常微分方程与偏微分方程。他曾提出的“特征集”（characteristic set）概念被吴文俊应用，并在随后发展出了用于机械化求解多元多项式方程组的吴消元法。
虽然为后世做出了重要成就，但他并未获得过任何重大奖项。他对此事忿忿不平，认为自己的才华被埋没了。他曾写下如下墓志铭：
|  | “J. F.里特就躺在您的脚下； (Here at your feet J. F. Ritt lies;) 他从未得过博谢奖。 (He never won the Bôcher prize.)” |

## 选集
- Differential equations from the algebraic standpoint, New York, American Mathematical Society 1932[6]
- Theory of Functions, New York 1945, 1947[7]
- Integration in finite terms: Liouville´s Theory of Elementary Methods, Columbia University Press 1948[8]
- Differential Algebra, American Mathematical Society 1950,[9] Dover 1966